# دينا ناغار
دينا ناغار هي ثالث أكبر مدينة ومجلس بلدي في منطقة غورداسبور في ولاية البنجاب في الهند. أخذت اسمها من أدينا بيغ أحد أكبر الموالين للإمبراطور جاغير. نشأت المدينة خلال عهد جاغير ولا تزال المبادني والأسواق القديمة وجزء من سور المدينة وبواباتها شاهد على ذلك.